# Turia, Macedonia de Nord
Turia este un sat situat în partea de est a Republicii Macedonia. Aparține administrativ de comuna Delcevo. La recensământul din 2002 satul avea 102 locuitori.